# Dritan Hila
Dritan Hila (Tirana, 28 agosto 1966) è un giornalista, diplomatico e pubblicista albanese.

## Biografia
Nato a Tirana nel 1966, si è laureato presso la Facoltà di Economia dell'Università di Tirana nel 1989, con specializzazione in Commercio e Circolazione. In seguito ha lavorato come economista in istituzioni statali.

## Carriera diplomatica
Nel 2000 entra nel corpo diplomatico albanese. Dal 2002 al 2004 è stato console a Bari e dal 2005 al 2006 a Milano.
Nel 2011 ha lasciato la carriera diplomatica a seguito di divergenze con il Ministero degli Affari Esteri albanese su questioni controverse, come l'accordo marittimo con la Grecia, il censimento nazionale e il rapporto del deputato europeo Dick Marty. Dopo il suo allontanamento ha intentato causa contro il ministero e ha ottenuto una sentenza favorevole.

## Attività nei media
Ha partecipato a vari programmi televisivi su Top Channel, News 24, Ora News e Scan. Ha condotto il talk show Arena su Ora News. Attualmente è giornalista per la piattaforma Dritare.net e interviene come analista politico in diversi programmi televisivi.

## Vita privata
È sposato con la giornalista Rudina Xhunga.